# Diệu Tổng Vô Trước
Diệu Tổng Vô Trước (chữ Hán: 妙總 無著, Miàozǒng wúzhuó; ?-1163) là một nữ Thiền sư Trung Quốc nổi tiếng thời nhà Tống. Sư là môn đệ ngộ đạo của Thiền sư Đại Huệ Tông Cảo, thuộc phái Dương Kỳ, tông Lâm Tế. Cuộc đời tu tập, chứng ngộ và hoằng pháp của sư là tấm gương sáng truyền cảm hứng cho hàng ni giới, nữ cư sĩ tại gia và Phật tử.

## Thân thế
Không biết Sư sinh năm nào. Theo sử liệu ghi lại thì sư là người ở Trấn Giang, tỉnh Giang Tô và là cháu gái của Thừa tướng Tô Tụng. Lớn lên, Sư được gả cho vị quan tên là Hứa Thọ Hưng ở Tư Lăng.

## Đạo nghiệp

### Tu tập
Từ nhỏ Diệu Tổng đã có tâm hướng đến Phật Pháp. Năm 15 tuổi, Sư chợt nghĩ: "Thân này sinh từ đâu đến, chết đi về đâu?". Lặng yên quán chiếu một lúc, Sư bỗng nhiên có chỗ ngộ.
Lớn lên, được gả cho nhà giàu, đầy đủ vinh hoa, phú quý nhưng Sư hiểu rõ vô thường, chán cảnh cuộc đời phù vinh và để tâm mình vào việc tu Thiền, thường đến tham học với nhiều vị Thiền sư đương thời.
Một hôm, Sư đến viếng Thiền sư Tiếu Nham Nguyệt Viên, Tiếu Nham hỏi Sư: 
"Đàn bà, con gái lại muốn dự vào việc đại trượng phu sao?".
Sư cũng không thua kém đáp lại: 
"Phật, Pháp lại có tướng nam, nữ sao?".
Tiếu Nham hỏi tiếp: 
"Thế nào là Phật? Có người đáp rằng: "Tức tâm là Phật". Còn ngươi thì sao?".
Sư đáp: 
"Lâu nay nghe tiếng Lão sư, sao vẫn còn nói năng như thế?".
Tiếu Nham hỏi: 
"Đức Sơn gặp người vào cửa liền đánh là sao?".
Sư đáp: 
"Nếu thầy hành lệnh này mà chẳng rỗng thì đáng được Thiên, Nhân cúng dường".
Tiếu Nham bảo: 
"Chưa đúng".
Sư lấy tay vỗ vào đài hương một cái. Thiền sư Nguyệt Viên hỏi: 
"Có đài hương thì vỗ được, không đài hương thì sao?".
Sư liền đi ra, Tiếu Nham gọi lại, hỏi tiếp: 
"Ngươi thấy đạo lý gì mà làm thế?".
Sư quay đầu lại đáp: 
"Liễu liễu kiến vô nhất vật" (câu này trong bài Chứng đạo ca của Thiền sư Vĩnh Gia Huyền Giác).
Thiền sư Tiếu Nham khen: "Thật là sư tử con".
Sư đến bái kiến Thiền sư Chân Yết Thanh Liễu. Hôm ấy, Thiền sư Chân Yết cất một ngôi am xong, đang ngồi võng thì thấy sư vào cửa, Tiếu Nham bèn cất tiếng hỏi: 
"Là phàm hay là thánh?".
Sư hỏi lại: 
"Mắt ở trên đỉnh đâu rồi?".
Thiền sư Chân Yết hỏi lại: 
"Việc ngay mặt trình nhau thế nào?".
Sư bèn giơ tọa cụ lên, Thiền sư Chân Yết bảo: 
"Không hỏi cái này!".
Sư nói: "Lầm rồi!".
Thiền sư Chân Yết hét.
Ngày nọ, mọi người thỉnh Thiền sư Đại Huệ Tông Cảo thuyết pháp, Sư cũng đến hội nghe pháp. Trong buổi thuyết pháp đó, Thiền sư Đại Huệ chỉ trích dị kiến, tà giải của các nơi. Mọi người nghe pháp ai cũng kinh hãi, giật mình nhìn nhau, riêng sư vẫn hoan hỷ nghe pháp. Thiền sư Đại Huệ nói: "Nay ở đây có ai có chỗ thấy chăng? Sơn Tăng khám nghiệm người như viên chức gác cửa khẩu, vừa thấy đến là biết có vật nộp thuế hay không?". Nói xong, Đại Huệ xuống tòa. Sư đến lễ bái xin Thiền sư Đại Huệ đặt pháp hiệu, Đại Huệ ban hiệu là Vô Trước và dạy cho bài kệ:
| Tận đạo Sơn Tăng ái mạ nhơn Vị tằng mạ trước nhất cá hán Chỉ hữu Vô Trước mạ bất động Khắp tợ Tần thời độ lịch toãn. | Trọn bảo sơn tăng thích mắng người Chưa từng mắng nhầm lấy một kẻ Chỉ có Vô Trước mắng chẳng động Giống hột dùi xe lăn đời Tần. |

Năm sau Sư theo chúng nhập hạ ở Kính Sơn - đạo tràng nơi Thiền sư Đại Huệ hoằng hóa. Một hôm, Thiền sư Đại Huệ thuyết pháp, có cư sĩ Phùng Tế Xuyên nghe xong đại ngộ. Về sau, Thiền sư Đại Huệ kể câu chuyện này lại cho sư nghe, sư đáp bằng bài kệ. Thiền sư Đại Huệ thấy sư có chổ chứng đắc nhưng muốn sư đạt đến chổ ngộ triệt để nên làm bộ không để ý.

### Chứng ngộ
Một hôm, Sư đang tọa Thiền bỗng nhiên đại ngộ. Vui mừng bất giác vỗ tay nói lớn: "Lão giặc! Lão giặc!" và trình bài kệ tỏ ngộ của mình lên Thiền sư Đại Huệ:
| Mạch nhiên xúc trước tỷ không Kỹ lưỡng băng tiêu ngõa giải Đạt Ma hà tất Tây lai? Nhị tổ uổng thi tam bái Cách vấn như hà? nhược hà? Nhất đội thảo tặc đại bại. | Bỗng nhiên chạm đến lỗ mũi Xem rõ băng tiêu ngói bể Đạt Ma, Tây đến làm gì? Nhị tổ uổng công ba lạy Còn hỏi tại sao? Thế nào? Một bọn giặc cỏ đại bại. |

Thiền sư Đại Huệ nghe kệ biết Sư đã ngộ bèn nói kệ ấn khả, truyền pháp cho sư và ghi lại, lưu danh sư trong những môn đệ ngộ đạo của mình. Sư cũng ở lại đây vài năm để bảo nhậm công phu, cơ phong đối đáp của sư được Thiền sư Đại Huệ khen ngợi.
Ngày Sư xuống núi trở về Vô Tích, Thiền sư Vạn Am Đạo Nhan (đệ tử đắc pháp khác của Đại Huệ) cùng với 1.700 chúng dùng kệ tiễn. Có cư sĩ Phùng Tế Xuyên không tin sư đã ngộ nên qua Vô Tích khảo công phu, sư đối ứng Thiền ngữ khiến ông rất khâm phục. Việc sư được Thiền sư Đại Huệ truyền tâm ấn được truyền đi khắp nơi, mọi người nghe biết đều kính phục đạo hạnh của sư.

### Hoằng pháp
Năm Nhâm Ngọ (114?), niên hiệu Thiện Hưng, Sư mới cạo tóc, xuất gia. Năm 1663, có vị quan tên Trương An Quốc thỉnh sư đến trụ trì tại chùa Tư Thọ. Sư nhận lời đến đây trụ trì, người đến tham học rất đông. Sư tuy đức hạnh cao trọng nhưng trì giới tinh nghiêm, sống cuộc đời khổ hạnh.
Ngày 14 tháng 7 năm 1163, sư gọi chúng môn đệ đến nói kệ, dặn dò xong rồi an nhiên tọa Thiền thị tịch. Chúng xây tháp thờ nhục thân sư ở núi Quân Tướng, Vô Tích. Về sau dời tháp đến núi Hổ Khâu, Bình Giang.